# 1905 Ambartsumian
1905 Ambartsumian (1972 JZ) là một tiểu hành tinh vành đai chính được phát hiện ngày 14 tháng 5 năm 1972 bởi Smirnova, T. ở Nauchnyj.